# Ivan Dixon
Ivan Dixon (* 6. April 1931 in New York; † 16. März 2008 in Charlotte, North Carolina) war ein US-amerikanischer Schauspieler und Fernsehregisseur.

## Leben
Ivan Dixon wurde vor allem durch seine Rolle als amerikanischer Funker James „Kinch“ Kinchloe in einem deutschen Kriegsgefangenenlager des Zweiten Weltkriegs in der Fernsehserie Ein Käfig voller Helden bekannt.
Seine Schauspielkarriere begann am New Yorker Broadway, wo er unter anderem 1959 in A Raisin in the Sun mitwirkte. Zwei Jahre später war Dixon an der Seite von Sidney Poitier und Diana Sands auch in der Verfilmung dieses Theaterstücks zu sehen. Weitere Filmrollen hatte er 1964 in Nichts als ein Mensch, 1965 erneut zusammen mit Poitier in Träumende Lippen und 1976 in der Komödie Car Wash – Der ausgeflippte Waschsalon. Neben der Serie Ein Käfig voller Helden, in der er von 1965 bis 1970 mitwirkte, hatte er zahlreiche Gastauftritte in anderen Fernsehserien wie Auf der Flucht.
Nach seinem Ausstieg aus Ein Käfig voller Helden war Dixon vor allem als Fernsehregisseur tätig, unter anderem für die Serien Die Waltons, Detektiv Rockford – Anruf genügt und Magnum.
Ivan Dixon starb am 16. März 2008 im Presbyterian Hospital in Charlotte im Alter von 76 Jahren an Nierenversagen und inneren Blutungen.

## Filmografie (Auswahl)
Als Schauspieler
- 1957: Flammen über Afrika (Something of Value)
- 1959: Porgy und Bess (Porgy and Bess)
- 1960, 1964: Twilight Zone (The Twilight Zone, Fernsehserie, 2 Folgen)
- 1961: Have Gun – Will Travel (Fernsehserie, Folge 4x21)
- 1961: Ein Fleck in der Sonne (A Raisin in the Sun)
- 1961: Schlacht an der Blutküste (Battle at Bloody Beach)
- 1961: Too Late Blues
- 1962: Am Fuß der blauen Berge (Laramie, Fernsehserie, Folge 4x01)
- 1962, 1963: Perry Mason (Fernsehserie, 2 Folgen)
- 1962, 1964: Dr. Kildare (Fernsehserie, 2 Folgen)
- 1963, 1964: Preston & Preston (The Defenders, Fernsehserie, 2 Folgen)
- 1963–1964: The Outer Limits (Fernsehserie, 3 Folgen)
- 1964: Nothing But a Man
- 1964: Solo für O.N.C.E.L. (The Man from U.N.C.L.E., Fernsehserie, Folge 1x01)
- 1964: Agent auf Kanal D (To Trap a Spy)
- 1964, 1967: Auf der Flucht (The Fugitive, Fernsehserie, 2 Folgen)
- 1965: Tennisschläger und Kanonen (I Spy, Fernsehserie, Folge 1x01)
- 1965: Träumende Lippen (A Patch of Blue)
- 1965–1970: Ein Käfig voller Helden (Hogan’s Heroes, Fernsehserie, 141 Folgen)
- 1967: Der Chef (Ironside, Fernsehserie, Folge 1x08)
- 1968: Ihr Auftritt, Al Mundy (It Takes a Thief, Fernsehserie, Folge 2x05)
- 1969: Where’s Jack?
- 1970: Stellt euch vor, es gibt Krieg und keiner geht hin (Suppose They Gave a War and Nobody Came)
- 1970: FBI (The F.B.I., Fernsehserie, Folge 6x08)
- 1971: Ein Mann greift zur Waffe (Clay Pigeon)
- 1974: Claudine
- 1976: Car Wash – Der ausgeflippte Waschsalon (Car Wash)
- 1986: Perry Mason: Tote geben keine Interviews (Perry Mason: The Case of the Shooting Star, Fernsehfilm)
- 1987: Amerika (Miniserie, 6 Folgen)
- 1991: Ein gesegnetes Team (Father Dowling Mysteries, Fernsehserie, Folge 3x22)